# Associazione Calcio Femminile Alaska Gelati Lecce 1982
Questa voce raccoglie le informazioni riguardanti l'Associazione Calcio Femminile Alaska Gelati Lecce nelle competizioni ufficiali della stagione 1982.

## Rosa
Rosa aggiornata alla fine della stagione.
| N. |                   | Ruolo | Calciatrice           |
| -- | ----------------- | ----- | --------------------- |
|    | Italia (bandiera) | P     | Graziella Barba       |
|    | Italia (bandiera) | D     | Rosaria Barba         |
|    | Italia (bandiera) | C     | Elena Boselli         |
|    | Italia (bandiera) | C     | Viviana Bontacchio    |
|    | Italia (bandiera) | C     | Rosalba Canzi         |
|    | Italia (bandiera) | A     | Antonella Carta       |
|    | Italia (bandiera) | C     | Ivana Clerici         |
|    | Italia (bandiera) | A     | Patrizia Fortunato    |
|    | Italia (bandiera) |       | Lucia Greco           |
|    | Italia (bandiera) | D     | Maria Rita Lanfranchi |
|    | Italia (bandiera) | D     | Viola Langella        |

| N. |                      | Ruolo | Calciatrice       |
| -- | -------------------- | ----- | ----------------- |
|    | Italia (bandiera)    | C     | Maria Mariotti    |
|    | Italia (bandiera)    | A     | Anna Maria Mega   |
|    | Danimarca (bandiera) | C     | Lone Nilsson      |
|    | Italia (bandiera)    | A     | Annarita Pegoraro |
|    | Scozia (bandiera)    | A     | Rose Reilly       |
|    | Italia (bandiera)    | P     | Daniela Sogliani  |
|    | Italia (bandiera)    | D     | Anna Stopar       |
|    | Italia (bandiera)    | C     | Rosa Toma         |
|    | Italia (bandiera)    | A     | Cinzia Trazzi     |
|    | Italia (bandiera)    |       | Zollino           |

## Statistiche

### Statistiche dei giocatori
| Giocatore       | Serie A  | Serie A | Serie A     | Serie A    | Coppa Italia | Coppa Italia | Coppa Italia | Coppa Italia | Totale   | Totale | Totale      | Totale     |
| Giocatore       | Presenze | Reti    | Ammonizioni | Espulsioni | Presenze     | Reti         | Ammonizioni  | Espulsioni   | Presenze | Reti   | Ammonizioni | Espulsioni |
| --------------- | -------- | ------- | ----------- | ---------- | ------------ | ------------ | ------------ | ------------ | -------- | ------ | ----------- | ---------- |
| G. Barba        | 3        | 0       | 0           | 0          | 0            | 0            | 0            | 0            | 3        | 0      | 0           | 0          |
| R. Barba        | 9        | 0       | 0           | 0          | 0            | 0            | 0            | 0            | 9        | 0      | 0           | 0          |
| V. Bontacchio   | 20       | 5       | 0           | 0          | 0            | 0            | 0            | 0            | 20       | 5      | 0           | 0          |
| E. Boselli      | 24       | 3       | 0           | 0          | 0            | 0            | 0            | 0            | 24       | 3      | 0           | 0          |
| R. Canzi        | 23       | 2       | 0           | 0          | 0            | 0            | 0            | 0            | 23       | 2      | 0           | 0          |
| A. Carta        | 11       | 1       | 0           | 0          | 0            | 0            | 0            | 0            | 11       | 1      | 0           | 0          |
| I. Clerici      | 8        | 0       | 0           | 0          | 0            | 0            | 0            | 0            | 8        | 0      | 0           | 0          |
| P. Fortunato    | 22       | 2       | 0           | 0          | 0            | 0            | 0            | 0            | 22       | 2      | 0           | 0          |
| L. Greco        | 1        | 0       | 0           | 0          | 0            | 0            | 0            | 0            | 1        | 0      | 0           | 0          |
| M.R. Lanfranchi | 21       | 0       | 0           | 0          | 0            | 0            | 0            | 0            | 21       | 0      | 0           | 0          |
| V. Langella     | 4        | 0       | 0           | 0          | 0            | 0            | 0            | 0            | 4        | 0      | 0           | 0          |
| M. Mariotti     | 24       | 8       | 0           | 0          | 0            | 0            | 0            | 0            | 24       | 8      | 0           | 0          |
| A.M. Mega       | 18       | 5       | 0           | 0          | 0            | 0            | 0            | 0            | 18       | 5      | 0           | 0          |
| L. Nilsson      | 18       | 3       | 0           | 0          | 0            | 0            | 0            | 0            | 18       | 3      | 0           | 0          |
| A. Pegoraro     | 21       | 1       | 0           | 0          | 0            | 0            | 0            | 0            | 21       | 1      | 0           | 0          |
| R. Reilly       | 15       | 16      | 0           | 0          | 0            | 0            | 0            | 0            | 15       | 16     | 0           | 0          |
| D. Sogliani     | 22       | 0       | 0           | 0          | 0            | 0            | 0            | 0            | 22       | 0      | 0           | 0          |
| A. Stopar       | 22       | 0       | 0           | 0          | 0            | 0            | 0            | 0            | 22       | 0      | 0           | 0          |
| R. Toma         | 6        | 1       | 0           | 0          | 0            | 0            | 0            | 0            | 6        | 1      | 0           | 0          |
| C. Trazzi       | 7        | 0       | 0           | 0          | 0            | 0            | 0            | 0            | 7        | 0      | 0           | 0          |
| ?. Zollino      | 2        | 0       | 0           | 0          | 0            | 0            | 0            | 0            | 2        | 0      | 0           | 0          |